# Албан Драгуша
Албан Драгуша (алб. Alban Dragusha, нар. 11 грудня 1981, Приштина) — косовський футболіст, захисник. Також має албанське громадянство.

## Ігрова кар'єра
Народився 11 грудня 1981 року в місті Приштина. Вихованець футбольної школи клубу «Корріку». Виступав за косовські клуби КЕК та «Косова»
На початку 2005 року перейшов у полтавську «Ворсклу». У команді в той час грав інший косовар Ісмет Муніші. Драгуш провів всього 5 матчів за дубль і влітку покинув клуб. Згодом, після нетривалих виступів за азербайджанський «Баку», перейшов в албанську «Бесу», де став ключовим гравцем і виграв у 2007 році з командою перший в її історії трофей — національний кубок. Після одного з матчів відбіркового раунду Кубка УЄФА між «Бісою» і сербською «Бежанією» (2:2), що відбувся 19 липня 2007 року, його дискваліфікували на 2 роки за вживання заборонених препаратів, у нього знайшли стероїд нандролон. Через це футболіст був змушений повернутись на батьківщину, де виступав за косовський клуб «Трепча» у невизнаній ФІФА та УЄФА Суперлізі Косова. 2009 року, після завершення дискваліфікації, Драгуша повернувся до албанської «Беси» і виграв з командою Кубок Албанії.
У сезоні 2010/11 виступав за «Скендербеу», якому допоміг вперше з 1933 року виграти чемпіонат Албанії, хоча на момент завершення чемпіонату в команді вже не числився.
З літа і до кінця 2011 року захищав кольори шведського клубу «Кальмар», проте за основну команду в чемпіонаті так і не дебютував.
Протягом першої половини 2012 року знову захищав кольори «Беси», зігравши у 10 матчах чемпіонату.
З 2013 року виступає в чемпіонаті Косова за «Косова».

### Кар'єра в збірній
З 2005 року виступає за збірну Косова, не визнану членом ФІФА і УЄФА. До того, у 1999—2000 роках, захищав кольори юнацької збірної Югославії (U-19).

## Досягнення
- Володар Кубка Албанії (2): 2007, 2010